# Casa Casanovas (Sant Sadurní d'Anoia)
La casa Casanovas, també coneguda com a Cal Milà, és un edifici de Sant Sadurní d'Anoia (Alt Penedès), inclòs a l'Inventari del Patrimoni Arquitectònic de Catalunya.

## Història
Està situada a la del carrer de Montserrat (eix de l'eixample vuitcentista) amb la plaça de l'Homenatge a la Vellesa, llavors anomenada plaça Nova en contraposició amb la vella de l'Ajuntament. El 1859, J. Casanovas va encarregar-ne el projecte al mestre de cases Felicià Sallent. El 1890 hi va néixer Joan Casanovas i Maristany, elegit president del Parlament de Catalunya el 1933, fet commemorat per una placa col·locada a la façana.

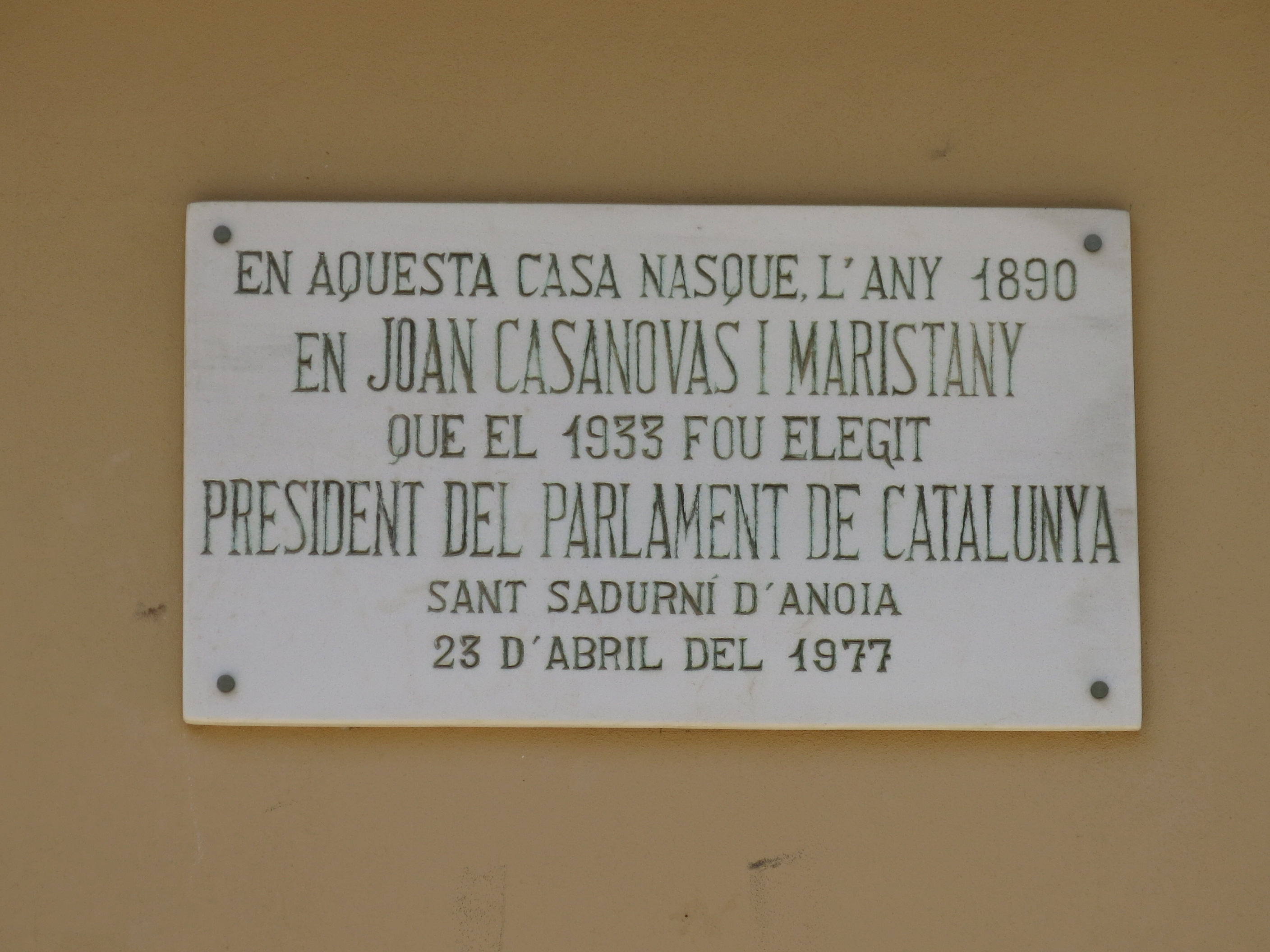
Placa en record de Joan Casanovas i Maristany

## Descripció
Consta de planta baixa i dos pisos amb terrat . Els elements més remarcables de la façana són, el baló en angle, les reixes i els balcons de ferro forjat i les motllures neoclassicistes de la cornisa i les obertures. L'obra presenta les característiques tipològiques del llenguatge eclèctic.